# Yaël André
Yaël André (Brussel·les, 1967) és una directora de cinema, productora de cinema i guionista belga nascuda a Brussel·les el 1967.

## Vida i obra
Yaël André va passar la seva infància al Marroc i després va anar a viure a Brussel·les, a on va estudiar Filosofia i Guió. Després de graduar-se va anar a viure a Berlín, a on va treballador de documentalista en la història del cinema documental d'Alemanya Oriental, al mateix temps que va començar a treballar en els seus propis films i instal·lacions en vídeo.

### Estil
Segons ella mateixa, Yaël André és admiradora de Jacques Tati, Buster Keaton i del cinema burlesc primitiu, el seu cinema es caracteritza per una barreja de ficció i d'imatges documentals i segons Philippe Simon, de Cinergie, per l'ús de la improvisació i de l'humor.

## Obres
- 1991: La Poésie du verre d'eau.
- 1995: Sida et nutrition.
- 1998: Histoires d'amour.[5]
- 2002: Bureau des Inventaires systématiques de la mémoire résiduelle.[6]
- 2003: Les Filles en orange.[7]
- 2006: Portrait d'une rue avec ses habitants.
- 2007: Chats errants (Zones temporaires d'inutilité).[8]
- 2008: Conversations avec Yaël André con Vincent Dieutre, 2008[9][10]
- 2013: Quand je serai dictateur.[11]
- 2013: Mes entretiens filmés, 2013[12]